# 윔피키드 3
《윔피키드 3》(영어: Diary of a Wimpy Kid: Dog Days)은 미국과 캐나다에서 제작된 데이비드 바워스 감독의 2012년 가족 코미디 영화이다. 윔피 키드 영화 시리즈 세 번째 작품이며 《윔피 키드 2》(2008)의 속편이다. 재커리 고든, 스티브 잔, 로버트 캐프런, 데번 보스틱, 레이철 해리스 등이 출연하였다. 이 영화는 2012년 8월 3일 20세기 폭스에 의해 개봉되었다.
윔피키드 영화 시리즈 가운데 원 출연진이 나온 마지막 영화이다. 2017년 새로운 배우진이 등장한 시리즈 네 번째 영화 《윔피키드: 가족 여행의 법칙》이 개봉하였다.

## 출연진
- 재커리 고든
- 스티브 잔
- 로버트 캐프런
- 데번 보스틱
- 레이철 해리스
- 페이턴 리스트
- 그레이슨 러셀
- 카런 브라
- 레인 맥닐
- 멀리사 록스버그
- 코너 필딩
- 테런스 켈리
- 톰 스티븐스
- 앤드루 맥니
- 덜릴라 벨라
- 엘리스 가티엔
- 프랭크 C. 터너
- 에밀리 홈스

## 기타 제작진
- 배역: 하이키 브랜드스태터, 로나 크레스, 코린 메이어스
- 미술: 브렌트 토머스
- 세트: 메리루 스토리
- 의상: 모니크 프뤼돔